# Фернанду І Браганський
Ферна́нду (порт. Fernando; 1403—1 квітня 1478) — португальський шляхтич, магнат. Герцог Браганський; граф Барселуський, Нейвійський, Фарійський (1461—1478), Оренський (1460—1478). Маркіз Віла-Вісозький (1455—1478). Граф Аррайолуський (1433—1478). Сеньйор Гімарайнський і Мофотівський. Представник Браганського дому. Народився у Лісабоні, Португалія. Другий син браганського герцога Афонсу й графині Беатриси Перейри. Онук  португальського короля Жуана І й конетабля Нуну Перейри. За заповітом останнього отримав Аррайолуське графство (1422). Служив при дворах королів Жуана І, Дуарте й Афонсу V. Був членом королівської ради. Виступав проти Танжерського походу (1432), але з наказом короля взяв у ньому участь як конетабль шляхти (1437). Після поразки португальців повернувся на батьківщину. Взяв участь в роботі Лейрійських кортесів (1438), де на чолі шляхетської партії зірвав ратифікацію договору з Марокко про здачу Сеути. Був призначений Сеутським губернатором (1445—1450). Волею короля Афонсу V удостоєний титул маркіза. Брав участь у завоюванні Алкасер-Сегера (1458). Після смерті старшого брата Афонсу успадкував Оренське графство, став спадкоємцем Браганського дому (1460). Через рік, після смерті батька, очолив цей дім. Розбудував свою резиденцію у Віла-Вісозькому замку. Фундував Віла-Вісозький монастир святого Августина. Під час походу короля Афонсу V до Асіли (1471) тимчасово виконував функції регента в Португалії. Помер у Вілі-Вісозі, Португалія. Похований у заснованому ним монастирі.

## Імена
- Ферна́нду Брага́нський (порт. Fernando de Bragança) — за іменем династії та батьківським герцогським титулом.
- Ферна́нду I Брага́нський (порт. Fernando I de Bragança) — на противагу Фернанду II Браганському.
- Ферна́нду Віла-Вісозький (порт. Fernando de Vila Viçosa) — за титулом маркіза.
- Ферна́нду Аррайо́луський (порт. Fernando de Arraiolos) — за графським титулом.

## Сім'я
- Батько: Афонсу (1377—1461), герцог Браганський (1442—1461)
- Матір: Беатриса (1380—1412), донька барселуського графа Нуну Перейри
- Рідна сестра: Ізабела (1380—1412) ∞ Жуан, конетабль Португалії
- Рідний брат: Афонсу (1400—1460), граф Оренський (1422—1460), маркіз Валенський (1451—1460)